# 日本音楽推進協会
特定非営利活動法人日本音楽推進協会（にほんおんがくすいしんきょうかい、英語名称：Japan Association for Promotion of Music、略称：JAPM）は、日本で音楽活動をしている人達のために支援活動と普及啓発を行う団体で、現在ＮＰＯとしては活動していないが団体として継続中

## 概要
音楽交流と芸術性豊かな街づくりを推進し、地域の芸術文化に寄与することを目的とし、イベント等の企画・運営、制作、ボランティアスタッフの派遣などが主な活動としてあげられる。

## 沿革
- 1997年　レコーディングスタジオ「遊音館　生田スタジオ」として設立。現「NPO法人日本音楽推進協会」の起源となる。
- 1998年　全国流通レーベルとしてu-on.RECORDSを発足。
- 1999年　スタジオ収録主体からピアノ教室・合唱団などの依頼によりホールへ出張収録という形へ発展。町内商店会依頼（盆踊り曲）区役所主催による区民音楽祭・創立記念のための学校校歌、レコーディングからCD制作にも広がり地域貢献として飛躍。
- 2000年　映像制作へ設備投資、CD制作に加えVIDEO制作業務としても確立。また音響・PAの依頼も増え、プログラムや写真撮影を含めた演奏会一連業務を行なえるよう発展。
- 2001年　レコーディング利用者の要請により音楽教室を開講。
- 2004年　生徒の仕事斡旋。また生徒から講師へと実績を元ブルーハーツの梶原徹也の協力により実現。地域貢献としてラジオ局にも出演。
- 2006年　メジャーレーベル・プロダクションからのアポイントが増えアーティストの斡旋へと発展。
- 2008年　2007年10周年を迎え、win-dare corporationへ社名変更。
- 2009年12月24日　ボランティアの発展と数多くの著名人、賛同者により日本音楽推進協会を設立。
- 2010年　日本音楽推進協会を特定非営利法人として登記。
- 2013年　解散

## 名誉会員(2011年1月現在)
- 長嶋武彦
- 富田京子
- 湯山昭
- 梶原徹也
- 渡辺敦子